# Gavri'el Barkaj
Gavri'el Barkaj (hebrejsky גבריאל ברקאי) (narozen 1944) je izraelský archeolog.

## Biografie
Narodil se v Maďarsku a roku 1950 se vystěhoval do Izraele.
Zúčastnil se vykopávek Lachiše s D. Usiškinem. Je odborníkem na archeologii Jeruzaléma, pohřební zvyklosti, umění a epigrafii v době železné. K jeho nejvýznamnějším nálezům patří malá stříbrná plaketa s kněžským požehnáním, kterou objevil roku 1979 v Ketef Hinnom v Jeruzalémě. Tato plaketa, která je nejstarším dochovaným nápisem z Bible, byla vytvořena kolem roku 600 př. n. l..
Od roku 2004 vede v Emek Curim výzkum většího množství zeminy, odvezené nelegálně z Chrámové hory islámskou radou Waqf.